# Liste der Stolpersteine in Östringen
Die Liste der Stolpersteine in Östringen enthält die Stolpersteine, die vom Künstler Gunter Demnig in Östringen verlegt wurden. Stolpersteine erinnern an das Schicksal der Menschen, die von den Nationalsozialisten ermordet, deportiert, vertrieben oder in den Suizid getrieben wurden. Sie liegen im Regelfall vor dem letzten selbst gewählten Wohnsitz des Opfers.
Die bisher einzige Verlegung in Östringen erfolgte am 19. März 2016 durch den Künstler persönlich.

## Verlegte Stolpersteine
In Östringen wurden vier Stolpersteine an zwei Adressen verlegt.
| Stolperstein | Inschrift | Verlegeort        | Name, Leben                                 |
| ------------ | --- | ----------------- | ------------------------------------------- |
|              | HIER WOHNTE HERMANN MANNHEIMER JG. 1896 'SCHUTZHAFT' 1938 DACHAU DEPORTIERT 1940 GURS TOT 17.4.1941 KLINIK LANNEMEZAN | Kirchstraße 28    | Herrmann Mannheimer (1896–1941)             |
|              | HIER WOHNTE ISIDOR ODENHEIMER JG. 1883 'SCHUTZHAFT' 1938 DACHAU DEPORTIERT 1940 GURS TOT 12.11.1940                   | Eppinger Straße 2 | Isidor Odenheimer (1883–1940)               |
|              | HIER WOHNTE JULIUS ODENHEIMER JG. 1881 DEPORTIERT 1940 GURS INTERNIERT DRANCY 1942 AUSCHWITZ ERMORDET                 | Eppinger Straße 2 | Julius Odenheimer (1881–1942)               |
|              | HIER WOHNTE MARIE ODENHEIMER GEB. HERZ JG. 1897 DEPORTIERT 1940 GURS FLUCHT 1941 USA                                  | Eppinger Straße 2 | Marie Odenheimer, geborene Herz (1897–1971) |

## Verlegung
Verlegt wurden die Stolpersteine am 19. März 2016 durch den Künstler Gunter Demnig persönlich.